# Incendio del Beverly Hills Supper Club
L'incendio del Beverly Hills Supper Club, avvenuto la notte del 28 maggio 1977 a Southgate, nel Kentucky, è il terzo incendio di locale notturno per numero di morti nella storia degli Stati Uniti. Le fiamme, propagatesi rapidamente in tutto il locale, hanno causato un totale di 165 morti e più di 200 feriti.

## Il Beverly Hills Supper Club
Il Beverly Hills era una grande attrazione mondana, situata poco fuori da Cincinnati, appena oltre il fiume Ohio a Southgate (Kentucky). Il sito era stato un popolare locale notturno e una casa da gioco illegale già nel 1926; Dean Martin, originario dell'Ohio, era stato un mazziere di blackjack lì. Il club aveva riaperto sotto gli allora attuali proprietari e gestione nel 1971 ed era considerato un luogo elegante che attirava talenti di prim'ordine e clientela benestante.

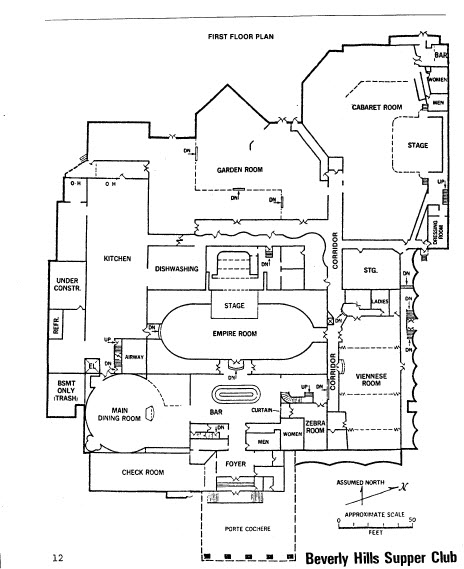
Una planimetria dell'ex Beverly Hills Supper Club

## L'incendio
Sabato 28 maggio 1977, il Beverly Hills Supper Club era pieno oltre le proprie capacità, in gran parte a causa della popolarità dello spettacolo nella Cabaret Room di quella sera, con il noto cantante e attore di Hollywood John Davidson.
Nelle altre sale del club, i clienti stavano cenando. Stime successive collocarono il numero totale di persone nel Beverly Hills Supper Club il 28 maggio 1977 a circa 3.000,  sostanzialmente più delle 1.500 persone consentite all'epoca per un edificio con il numero di uscite di sicurezza che il locale aveva.
Alle 21:00 circa, un dipendente sentì odore di fumo vicino alla Zebra Room, situata non lontano dall'ingresso del locale, confermando poi visivamente la presenza di fumo una volta aperta la stanza. Sebbene i dipendenti non ne fossero a conoscenza, la loro apertura della porta della Zebra Room consentì l'ingresso di abbastanza ossigeno da causare un flashover e iniziare a far diffondere rapidamente l'incendio. Divenne subito chiaro che gli estintori erano inutili contro l'incendio in rapida crescita. I vigili del fuoco furono allertati per l'incendio alle 21:01, giungendo sul posto alcuni minuti dopo. Mentre si avvicinavano, i vigili del fuoco sui primi veicoli di emergenza potevano già vedere il fumo alzarsi dall'edificio.
Poiché il vasto complesso non disponeva di un allarme antincendio sonoro, coloro che si trovavano nelle stanze più lontane non ebbero modo di sapere che c'era un incendio nel locale fino a quando un dipendente non camminò per tutta la lunghezza dell'edificio avvertendoli. Si è stimato che il fuoco impiegò solo dai due ai cinque minuti per entrare nella Cabaret Room; di conseguenza, la notizia dell'incendio e il fumo raggiunsero la grande sala quasi contemporaneamente.
Verso le 21:10 ci fu l'interruzione della corrente nell'edificio con lo spegnimento delle luci. Ne seguì il panico, e anche quelli che si erano mossi con calma verso le uscite della Cabaret Room iniziarono a spingersi a vicenda. La situazione si rese ancora più disperata a causa delle sole tre uscite nella sala, due delle quali presto bloccate dal fuoco, lasciando la folla ad incanalarsi attraverso un'unica uscita. Molti di coloro che erano scappati dalla calca che bloccava l'uscita antincendio a nord-est si persero nel tentativo di trovare altre uscite.
I vigili del fuoco, allertati che la maggior parte degli occupanti dell'edificio si trovava nella Cabaret Room, concentrarono i loro sforzi lì, ma anche gli sforzi combinati di tutti i vigili del fuoco della contea erano inutili e tardivi di fronte alla dimensione dell'incendio.
Alle 23:30 il comando locale dei vigili del fuoco, sospettando che il tetto dell'edificio sarebbe presto crollato (cosa poi effettivamente accaduta qualche ora dopo), ordinò a tutti i pompieri di evacuare l'edificio. L'entità del rogo è stata tale che i vigili del fuoco non ebbero il controllo delle fiamme fino alle due di quella mattina.

## Vittime
Il bilancio iniziale fu di 162 vittime e oltre 200 feriti. Tutti i morti tranne due vennero trovati dentro e intorno alla Cabaret Room, con 125 raggruppati vicino all'uscita nord della stanza e altri 34 all'uscita sud della stanza. Un piccolo numero di persone morì dopo essere stato salvato dalla scena: una il 25 giugno, una il 2 luglio e l'ultima il 1 marzo 1978, quasi un anno dopo l'incendio. Ciò portò il numero di decessi accertati a 165.

## Indagine
L'indagine sull'incendio ha rilevato le seguenti carenze, come evidenziato dal Cincinnati Enquirer:
- Sovraffollamento
- Uscite antincendio inadeguate.
- Cablaggio difettoso.
- Mancanza di barriere anti-incendio. Ciò ha permesso al fuoco di diffondersi e inoltre gli ha permesso di attingere ossigeno da altre aree del complesso.
- Pratiche di costruzione scadenti e inadeguate.
- Violazioni estreme del codice di sicurezza. Non c'era un sistema di irrigazione e nessun allarme antincendio automatico udibile.
- Scarsa supervisione da parte delle autorità di regolamentazione.